# Persone di nome Maksim
| Questa pagina contiene informazioni ricavate automaticamente dalle voci biografiche con l'ausilio del template Bio e di un bot. L'aggiornamento è periodico e automatico e ricostruisce completamente la pagina. Se manca una persona in questa lista, sei pregato di non aggiungerla, ma accertati piuttosto che la sua voce biografica contenga il template Bio e che i dati anagrafici siano correttamente compilati. Se il template Bio manca, inseriscilo tu stesso o, in alternativa, metti l'avviso {{tmp\|Bio}} che ne segnala la mancanza. Se i dati riportati sono sbagliati, correggi direttamente la voce biografica; le modifiche saranno visibili in questa lista entro pochi giorni. Per chiarimenti vedi il progetto antroponimi. La lista contiene solo le 121 persone che sono citate nell'enciclopedia e per le quali è stato implementato correttamente il template Bio. Pagina aggiornata al 6 ago 2025. |

Questa è una lista di persone presenti nell'enciclopedia che hanno il nome Maksim, suddivise per attività principale.

## Allenatori di calcio(3)
- Maksim Bokov, allenatore di calcio e ex calciatore russo (Leningrado, n. 1973)
- Maksim Ramaščanka, allenatore di calcio e ex calciatore ucraino (Pavlohrad, n. 1976)
- Maksim Shatskix, allenatore di calcio e ex calciatore uzbeko (Tashkent, n. 1978)

## Allenatori di tennis(1)
- Maks Mirny, allenatore di tennis e ex tennista bielorusso (Minsk, n. 1977)

## Altisti(1)
- Maksim Nedasekaŭ, altista bielorusso (Vicebsk, n. 1998)

## Astisti(1)
- Maksim Tarasov, ex astista russo (Jaroslavl', n. 1970)

## Attivisti(1)
- Maksim Marcinkevič, attivista e criminale russo (Mosca, n. 1984 - Čeljabinsk, † 2020)

## Attori(2)
- Maksim Mongužukovič Munzuk, attore, cantante e compositore russo (n. 1910 - Kyzyl, † 1999)
- Maksim Štrauch, attore sovietico (Mosca, n. 1900 - Mosca, † 1974)

## Biatleti(4)
- Maksim Braun, ex biatleta kazako (Pavlodar, n. 1993)
- Maksim Čudov, ex biatleta russo (Michajlovka, n. 1982)
- Maksim Cvetkov, biatleta russo (n. 1992)
- Maksim Maksimov, ex biatleta russo (n. 1979)

## Bobbisti(3)
- Maksim Andrianov, bobbista e ex slittinista russo (Krasnojarsk, n. 1988)
- Maksim Belugin, bobbista russo (Krasnokamensk, n. 1985)
- Maksim Mokrousov, bobbista russo (n. 1983)

## Calciatori(44)
- Maksim Bardačoŭ, ex calciatore bielorusso (Hrodna, n. 1986)
- Maksim Barsov, calciatore russo (Tver', n. 1993)
- Maksim Batov, calciatore russo (Perm', n. 1992)
- Maksim Beljaev, calciatore russo (Ozëry, n. 1991)
- Maksim Buznikin, ex calciatore russo (Krasnodar, n. 1977)
- Maksim Cyhalka, calciatore bielorusso (Minsk, n. 1983 - † 2020)
- Maksim Demenko, ex calciatore e allenatore di calcio russo (Krasnodar, n. 1976)
- Maksim Glušenkov, calciatore russo (Smolensk, n. 1999)
- Maksim Grigor'ev, ex calciatore russo (Lipeck, n. 1990)
- Maksim Gruznov, ex calciatore estone (Narva, n. 1974)
- Maksim Gussev, calciatore estone (n. 1994)
- Maksim Kajnov, calciatore russo (Bronnicy, n. 2002)
- Maksim Kanunnikov, calciatore russo (Nižnij Tagil, n. 1991)
- Maksim Karpov, calciatore russo (San Pietroburgo, n. 1995)
- Maksim Kazankov, calciatore turkmeno (Aşgabat, n. 1987)
- Maksim Kirėeŭ, calciatore bielorusso (Bruxelles, n. 2004)
- Maksim Kutovoj, calciatore russo (Slavjansk-na-Kubani, n. 2001)
- Maksim Kuz'min, calciatore russo (Samara, n. 1996)
- Maksim Majrovič, calciatore russo (Irkutsk, n. 1996)
- Maksim Maksimov, calciatore russo (Voronež, n. 1995)
- Maksim Martusevič, calciatore russo (Mosca, n. 1995)
- Maksim Medvedev, ex calciatore azero (Baku, n. 1989)
- Maksim Muchin, calciatore russo (Togliatti, n. 2001)
- Maksim Nenachov, calciatore russo (Krasnogorsk, n. 1998)
- Maksim Oluić, ex calciatore croato (Zagabria, n. 1998)
- Maksim Osipenko, calciatore russo (Omsk, n. 1994)
- Maksim Palienko, calciatore russo (Samara, n. 1994)
- Maksim Paskotši, calciatore estone (Tallinn, n. 2003)
- Maksim Petrov, calciatore russo (Balašicha, n. 2001)
- Maksim Plotnikaŭ, calciatore bielorusso (Pinsk, n. 1998)
- Maksim Podholjuzin, calciatore estone (Tallinn, n. 1992)
- Maksim Rudakov, calciatore russo (San Pietroburgo, n. 1996)
- Maksim Skavyš, calciatore bielorusso (Minsk, n. 1989)
- Maksim Tiškin, ex calciatore russo (Bol'šaja Elchovka, n. 1992)
- Maksym Tret'jakov, calciatore ucraino (Troitsko-Safonove, n. 1996)
- Maksim Turiščev, calciatore russo (Mosca, n. 2002)
- Maksim Valadz'ko, calciatore bielorusso (Minsk, n. 1992)
- Maksim Vitjugov, calciatore russo (Krasnojarsk, n. 1998)
- Maksim Vitus, ex calciatore bielorusso (Vaŭkavysk, n. 1989)
- Maksim Votinov, ex calciatore russo (San Pietroburgo, n. 1988)
- Maksim Žaŭnerčyk, ex calciatore bielorusso (Salihorsk, n. 1985)
- Maksim Šnapcev, calciatore russo (Mosca, n. 2004)
- Maksim Švjacoŭ, calciatore bielorusso (Minsk, n. 1998)
- Maksim Žestokov, calciatore russo (Kazan', n. 1991)

## Canoisti(1)
- Maksim Opalev, ex canoista russo (Volgograd, n. 1979)

## Cantanti(1)
- Maks Korž, cantante e rapper bielorusso (Luninec, n. 1988)

## Cestisti(5)
- Maksim Astanin, ex cestista russo (Mosca, n. 1969)
- Maksim Grigor'ev, ex cestista e allenatore di pallacanestro russo (Leningrado, n. 1990)
- Maksim Koljuškin, cestista russo (Rostov sul Don, n. 1990)
- Maksim Salaš, cestista bielorusso (Minsk, n. 1996)
- Maksim Šeleketo, cestista russo (Petrovsk, n. 1987)

## Ciclisti su strada(3)
- Maksim Bel'kov, ex ciclista su strada russo (Iževsk, n. 1985)
- Maksim Iglinskij, ex ciclista su strada kazako (Astana, n. 1981)
- Maksim Piskunov, ex ciclista su strada e pistard russo (n. 1997)

## Compositori(1)
- Maksim Sozontovič Berezovskij, compositore, cantante lirico e violinista ucraino (Hluchiv, n. 1745 - San Pietroburgo, † 1777)

## Cosmonauti(1)
- Maksim Viktorovič Suraev, cosmonauta e politico russo (Čeljabinsk, n. 1972)

## Danzatori su ghiaccio(2)
- Maksim Staviski, ex danzatore su ghiaccio russo (Rostov sul Don, n. 1977)
- Maksim Šabalin, ex danzatore su ghiaccio russo (Samara, n. 1982)

## Diplomatici(1)
- Maksim Maksimovič Alopeus, diplomatico russo (Vyborg, n. 1748 - Francoforte sul Meno, † 1822)

## Direttori d'orchestra(2)
- Maksim Emel'janyčev, direttore d'orchestra e clavicembalista russo (Dzeržinsk, n. 1988)
- Maksim Dmitrievič Šostakovič, direttore d'orchestra e pianista russo (Leningrado, n. 1938)

## Economisti(1)
- Maksim Oreškin, economista e politico russo (Mosca, n. 1982)

## Filosofi(1)
- Maksim Alekseevič Antonovič, filosofo e giornalista russo (Belopol'e, n. 1835 - Pietrogrado, † 1918)

## Fondisti(2)
- Maksim Pičugin, ex fondista russo (Novokuzneck, n. 1974)
- Maksim Vylegžanin, fondista russo (Sharkan, n. 1982)

## Generali(1)
- Maksim Alekseevič Purkaev, generale e politico sovietico (Dubënskij rajon, n. 1894 - Mosca, † 1953)

## Hockeisti su ghiaccio(6)
- Maksim Afinogenov, hockeista su ghiaccio russo (Mosca, n. 1979)
- Maksim Kondrat'ev, hockeista su ghiaccio russo (Togliatti, n. 1983)
- Maksim Sokolov, ex hockeista su ghiaccio russo (Leningrado, n. 1972)
- Maksim Šuvalov, hockeista su ghiaccio russo (Rybinsk, n. 1993 - Jaroslavl', † 2011)
- Maksim Sušinskij, ex hockeista su ghiaccio russo (Leningrado, n. 1974)
- Maksim Čudinov, hockeista su ghiaccio russo (Čerepovec, n. 1990)

## Lottatori(2)
- Maksim Manukyan, lottatore armeno (Gyumri, n. 1987)
- Maksim Nehoda, lottatore bielorusso (n. 1998)

## Matematici(1)
- Maksim Koncevič, matematico russo (Chimki, n. 1964)

## Pallavolisti(4)
- Maksim Buculjević, pallavolista serbo (Novi Sad, n. 1991)
- Maksim Michajlov, pallavolista russo (Kuz'molovskij, n. 1988)
- Maksim Pantelejmonenko, pallavolista ucraino (Charkiv, n. 1981)
- Maksim Sapožkov, pallavolista russo (Voronež, n. 2000)

## Pattinatori artistici su ghiaccio(2)
- Maksim Kovtun, pattinatore artistico su ghiaccio russo (Ekaterinburg, n. 1995)
- Maksim Marinin, ex pattinatore artistico su ghiaccio russo (Volgograd, n. 1977)

## Pentatleti(1)
- Maksim Šerstjuk, pentatleta russo (n. 1989)

## Pesisti(1)
- Maksim Sidorov, pesista russo (Mosca, n. 1986)

## Pianisti(1)
- Maksim Mrvica, pianista croato (Sebenico, n. 1975)

## Poeti(2)
- Maksim Amelin, poeta, traduttore e critico letterario russo (Kursk, n. 1970)
- Maksim Bahdanovič, poeta, giornalista e traduttore bielorusso (Minsk, n. 1891 - Jalta, † 1917)

## Politici(4)
- Maksim Liksutov, politico, imprenditore e dirigente d'azienda russo (Loksa, n. 1976)
- Maksim Gennad'evič Rešetnikov, politico russo (Perm', n. 1979)
- Maksim Zacharovič Saburov, politico, ingegnere e economista sovietico (Družkovka, n. 1900 - Mosca, † 1977)
- Maksim Anatol'evič Topilin, politico russo (Mosca, n. 1967)

## Produttori discografici(1)
- Maksim Fadeev, produttore discografico e musicista russo (Kurgan, n. 1968)

## Pugili(1)
- Maksim Dadašev, pugile russo (Leningrado, n. 1990 - Cheverly, † 2019)

## Registi(1)
- Maksim Pežemskij, regista russo (Zeja, n. 1963)

## Rivoluzionari(1)
- Maksim Maksimovič Litvinov, rivoluzionario, politico e diplomatico russo (Białystok, n. 1876 - Mosca, † 1951)

## Saltatori con gli sci(1)
- Maksim Bartolj, saltatore con gli sci sloveno (n. 2003)

## Scacchisti(2)
- Maksim Matlakov, scacchista russo (Leningrado, n. 1991)
- Maksim Turov, scacchista russo (Gukovo, n. 1979)

## Schermidori(1)
- Maksim Bobok, schermidore russo (n. 1974)

## Sciatori freestyle(2)
- Maksim Burov, sciatore freestyle russo (Jaroslavl', n. 1998)
- Maksim Huscik, sciatore freestyle bielorusso (Minsk, n. 1988 - Minsk, † 2023)

## Scrittori(1)
- Maksim Gor'kij, scrittore e drammaturgo russo (Nižnij Novgorod, n. 1868 - Mosca, † 1936)

## Slittinisti(1)
- Maksim Aravin, slittinista russo (Krasnojarsk, n. 1994)

## Storici(1)
- Maksim Maksimovič Kovalevskij, storico, sociologo e politico russo (Governatorato di Char'kov, n. 1851 - Pietrogrado, † 1916)

## Taekwondoka(1)
- Maksim Chramcov, taekwondoka russo (Nižnevartovsk, n. 1998)

## Velocisti(1)
- Maksim Dyldin, velocista russo (Perm', n. 1987)